# Супачок Сарачат
Супачок Сарачат (тай. สุภโชค สารชาติ, нар. 22 травня 1998, Сісакет) — таїландський футболіст, півзахисник японського клубу «Консадолє Саппоро».
Триразовий володар Кубка тайської ліги. Володар Кубка Таїланду.

## Клубна кар'єра
Народився 22 травня 1998 року в місті Сісакет. Вихованець футбольної школи клубу «Бурірам Юнайтед». Дорослу футбольну кар'єру розпочав 2015 року в основній команді того ж клубу, в якій того року взяв участь у 5 матчах чемпіонату. 
Своєю грою за цю команду привернув увагу представників тренерського штабу клубу «Сурін Сіті», до складу якого приєднався на умовах оренди 2015 року. 2016 року повернувся до клубу «Бурірам Юнайтед». Цього разу провів у складі його команди шість сезонів.  Більшість часу, проведеного у складі «Бурірам Юнайтед», був основним гравцем команди.
До складу клубу «Консадолє Саппоро» приєднався 2022 року. Станом на 30 січня 2024 року відіграв за команду із Саппоро 31 матч в національному чемпіонаті.

## Виступи за збірні
У 2016 році дебютував у складі юнацької збірної Таїланду (U-19), загалом на юнацькому рівні взяв участь у 3 іграх.
Протягом 2018–2020 років залучався до складу молодіжної збірної Таїланду. На молодіжному рівні зіграв у 21 офіційному матчі, забив 7 голів.
2017 року дебютував в офіційних матчах у складі національної збірної Таїланду.
У складі збірної був учасником кубка Азії з футболу 2023 року у Катарі.
| Дата       | Місто        | Господарі     | Результат | Гості     | Турнір            | Голи | Примітки |
| ---------- | ------------ | ------------- | --------- | --------- | ----------------- | ---- | -------- |
| 31-8-2017  | Бангкок      | Таїланд       | 1 – 2     | Ірак      | Відбір до ЧС 2018 | -    | 84'      |
| 5-6-2019   | Бурірам      | Таїланд       | 0 – 1     | В'єтнам   | товариський матч  | -    |          |
| 8-6-2019   | Бурірам      | Таїланд       | 0 – 1     | Індія     | товариський матч  | -    | 41'      |
| 5-9-2019   | Ранґсіт      | Таїланд       | 0 – 0     | В'єтнам   | Відбір до ЧС 2022 | -    |          |
| 10-9-2019  | Джакарта     | Індонезія     | 0 – 3     | Таїланд   | Відбір до ЧС 2022 | 2    |          |
| 15-10-2019 | Ранґсіт      | Таїланд       | 2 – 1     | ОАЕ       | Відбір до ЧС 2022 | -    |          |
| 14-11-2019 | Куала-Лумпур | Малайзія      | 2 – 1     | Таїланд   | Відбір до ЧС 2022 | -    | 25'      |
| 19-11-2019 | Ханой        | В'єтнам       | 0 – 0     | Таїланд   | Відбір до ЧС 2022 | -    | 90+1'    |
| 3-6-2021   | Дубай        | Таїланд       | 2 – 2     | Індонезія | Відбір до ЧС 2022 | -    | 68'      |
| 7-6-2021   | Дубай        | ОАЕ           | 3 – 1     | Таїланд   | Відбір до ЧС 2022 | -    |          |
| 15-6-2021  | Дубай        | Таїланд       | 0 – 1     | Малайзія  | Відбір до ЧС 2022 | -    | 72'      |
| 5-12-2021  | Сінгапур     | Східний Тимор | 0 – 2     | Таїланд   | AFF Cup 2020      | 1    | 85'      |
| 11-12-2021 | Сінгапур     | Таїланд       | 4 – 0     | М'янма    | AFF Cup 2020      | 1    | 66'      |
| 14-12-2021 | Сінгапур     | Філіппіни     | 1 – 2     | Таїланд   | AFF Cup 2020      | -    | 90+1'    |
| 23-12-2021 | Сінгапур     | В'єтнам       | 0 – 2     | Таїланд   | AFF Cup 2020      | -    | 62'      |
| 29-12-2021 | Сінгапур     | Індонезія     | 0 – 4     | Таїланд   | AFF Cup 2020      | 1    |          |
| 1-1-2022   | Сінгапур     | Таїланд       | 2 – 2     | Індонезія | AFF Cup 2020      | -    |          |
| 27-3-2022  | Таньябурі    | Таїланд       | 1 – 0     | Суринам   | товариський матч  | -    | 88'      |
| Усього     |              | Матчів        | 18        |           | Голів             | 5    |          |

## Титули і досягнення
- Володар Кубка тайської ліги (3):

«Бурірам Юнайтед»: 2015, 2016, 2021
- Володар Кубка Таїланду (1):

«Бурірам Юнайтед»: 2021-2022